# Essuie
On appelle essuie en Belgique le linge de maison utilisé pour s'essuyer ou essuyer des objets.
- Pour l'essuie de bain, voir serviette de bain.
- L'essuie-main est similaire à un essuie de bain mais est généralement de taille plus réduite ; il sert bien sûr à s'essuyer les mains.
- Pour l'essuie de vaisselle, voir torchon.